# 27845 Джозефмейєр
27845 Джозефмейєр (27845 Josephmeyer) — астероїд головного поясу, відкритий 5 жовтня 1994 року.
Тіссеранів параметр щодо Юпітера — 3,525.